# 龍興寺 (南丹市)
龍興寺（りょうこうじ）は京都府南丹市八木町にある釈迦牟尼仏を本尊とする臨済宗妙心寺派の寺院。山号は米山。
享徳元年（1452年）に細川勝元が開基となり妙心寺5祖の義天玄承が開いた。山号は八木の二文字を合わせてつけられた。
妙心寺に近く有力な外護者を持った龍興寺は龍安寺、龍潭寺とともに近隣から妙心寺を支援する役割を担い、三龍と称された。応仁元年（1467年）には京が戦火に見舞われていたため、当時の妙心寺の住持であった雪江宗深が当寺に逃れている。細川家からの支援はその衰退により細川晴元の代で絶えることとなった。天正年間には栖碧、珉玉、雲所、堆雲、東雲、松林、智息、利生ならびに編蒲の9塔頭を備えていたが、天正7年（1579年）6月、明智光秀の丹波攻略における八木城包囲による兵火に遭い、塔頭とともに伽藍を焼亡した。天正11年（1583年）に再建を完了。元和5年（1619年）、園部藩主として小出氏が入部するとその保護を受け、6石あまりを与えられた。天明2年（1782年）に伽藍の再建に着手し、同6年（1786年）に上棟。現在に至っている。